# Lee Seung-yun

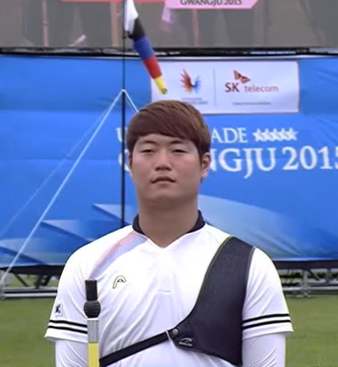
Lee Seung-yun

Lee Seung-yun (18 de abril de 1995) é um arqueiro profissional sul-coreano, campeão olímpico.

## Carreira

### Rio 2016
Lee Seung-yun fez parte da equipe sul-coreana nas Olimpíadas de 2016 que conquistou a medalha de ouro no Tiro com arco nos Jogos Olímpicos de Verão de 2016 - Equipes masculinas, ao lado de Kim Woo-jin e Ku Bon-chan.